# Sherpur, Bangladesh
Sherpur är en ort i Bangladesh.   Den ligger i provinsen Dhaka, i den centrala delen av landet, 150 km norr om huvudstaden Dhaka. Sherpur ligger 25 meter över havet och antalet invånare är 107 419.
Terrängen runt Sherpur är mycket platt. Runt Sherpur är det mycket tätbefolkat, med 1 411 invånare per kvadratkilometer.. Närmaste större samhälle är Jamalpur, 13,0 km sydväst om Sherpur. 
Trakten runt Sherpur består till största delen av jordbruksmark.